# Glycine falcata
Glycine falcata är en ärtväxtart som beskrevs av George Bentham. Glycine falcata ingår i släktet sojabönor, och familjen ärtväxter. Inga underarter finns listade i Catalogue of Life.